# لوهی بهیر
لوهی بهیر (به انگلیسی: Lohi Bher) یک شهر در پاکستان است که در ناحیه پایتختی اسلام‌آباد واقع شده‌است.